# Dubbelspion in Langley

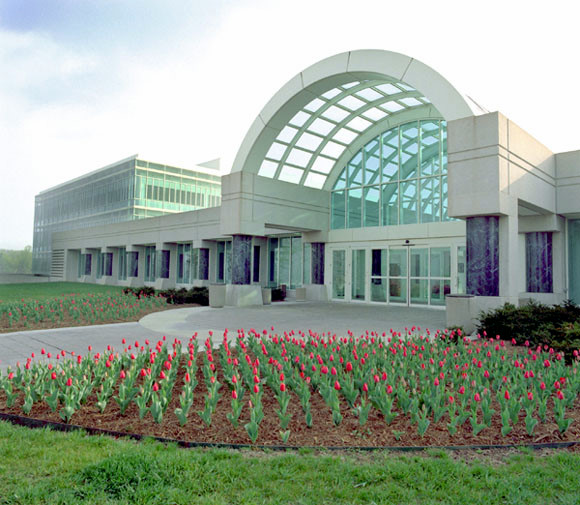
De hoofdingang van het CIA-hoofdkantoor.

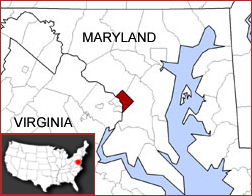
Washington, D.C.

Dubbelspion in Langley is een spionageroman van auteur Gérard de Villiers en het 90e deel uit de S.A.S.-reeks met als protagonist de Oostenrijkse prins en freelance CIA-agent Malko Linge.

## Het verhaal
Sovjet generaal Vitaly Tokachev bij de KGB loopt over naar het Westen. Ondanks bescherming door CIA-angenten weet de KGB uiteindelijk toch de overloper om te brengen. Echter, vlak voordat Tokachev om komt onthult hij aan de CIA dat er een mol actief is binnen de CIA onder de codenaam “Roger”. Roger bekleedt een zeer hoge positie binnen de CIA. Malko wordt als niet-Amerikaan ingeschakeld om deze dubbelspion op te sporen. Zijn onderzoek in Langley wordt bemoeilijkt omdat iedere CIA-medewerkers immers een verdachte is. Bovendien moet de ware de doelstelling van zijn missie verborgen blijven.

## Personages
- Malko Linge, een Oostenrijkse prins en CIA-agent;
- Jessica Hayes, een CIA-analist;
- Vitaly Tokachev, een KGB-generaal.